# Sambuca Pistoiese
Sambuca Pistoiese ist eine italienische Gemeinde in der toskanischen Provinz Pistoia mit 1426 Einwohnern (Stand 31. Dezember 2023).
Sie liegt etwa 40 km nördlich von Pistoia im Apennin, direkt an der Grenze zur Region Emilia-Romagna. Das Gemeindegebiet umfasst mehrere verstreut liegende Dörfer. Die größten sind Pavana, Treppio, Torri, Lagacci und Sambuca Castello.
Die Ortschaft unterhält eine Städtepartnerschaft mit der in der Westsahara gelegenen Stadt Amgala, die zum beanspruchten Territorium der Demokratischen Arabischen Republik Sahara zählt.

## Demografie
Zwischen 1991 und 2001 sank die Einwohnerzahl von Sambuca Pistoiese von 1630 auf 1604 ab.